# Statuette der Aphrodite (NAMA 3248)

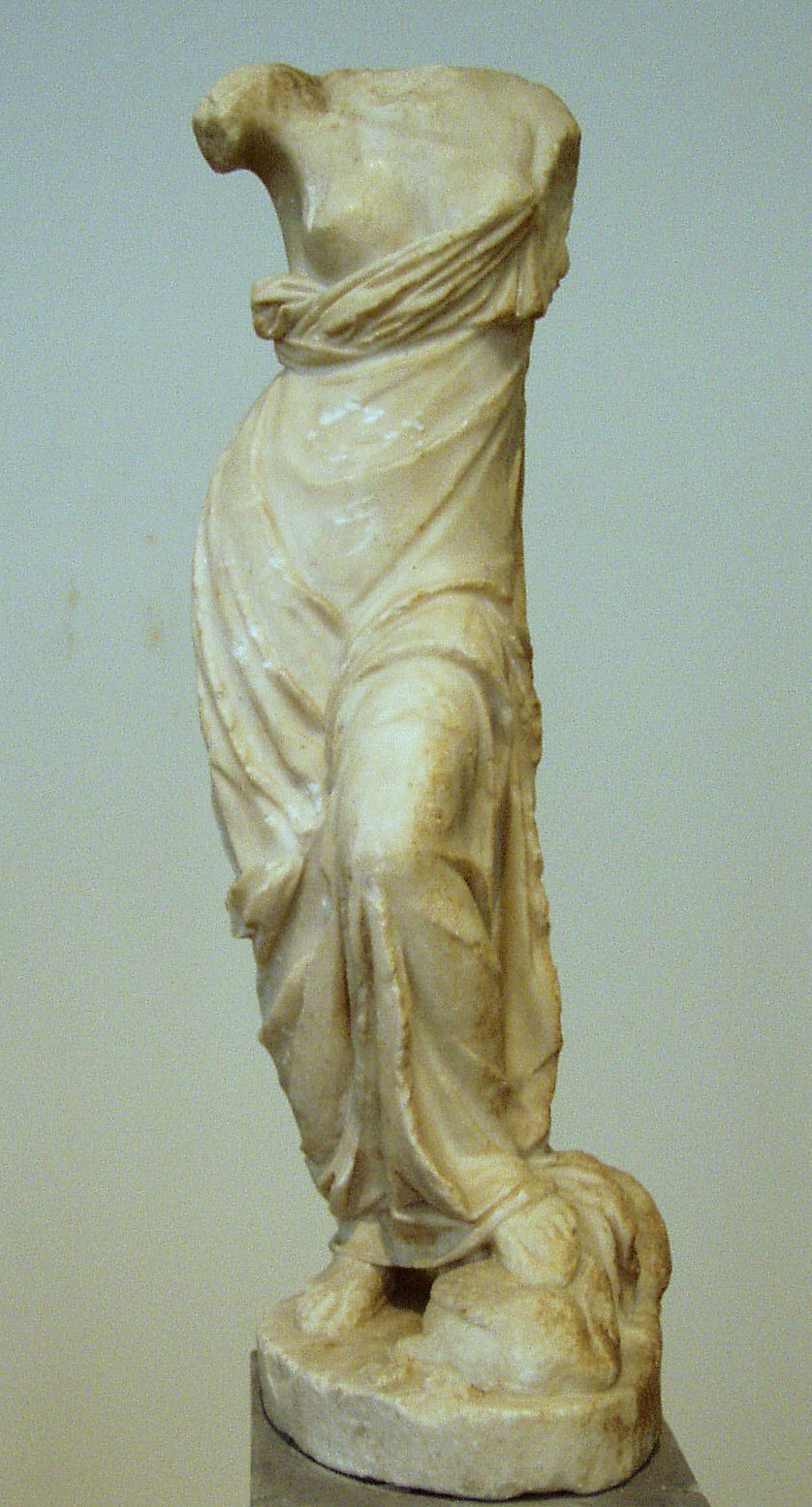
Die Statue in ihrer aktuellen Aufstellung in Athen

Die Statuette der Aphrodite im Archäologischen Nationalmuseum Athen (NAMA) mit der Inventarnummer 3248 ist eine kleine hellenistische Statue der Göttin Aphrodite, die im 1. Jahrhundert v. Chr. geschaffen wurde.
Die marmorne Statuette der Aphrodite wurde 1878 in der Nähe des Theaters von Argos gefunden. Sie hat eine Höhe von 70 Zentimetern, was jedoch aufgrund des fehlenden Kopfes nicht die gesamte Originalgröße darstellt. Auch die Arme sind nicht erhalten. Hinzu kommen weitere Bestoßungen vor allem der Gewandfalten. Zur Statuette gehört eine fest verbundene Plinthe. Das rechte Bein ist das Stand-, das linke Bein das Spielbein, das zudem auf einer liegenden Gans abgestellt ist. Durch den stark ausgeprägten Kontrapost bekommt die Figur eine eigene Dynamik, driftet im Unterkörper nach rechts und ausgleichend im Oberkörper nach links. Die Göttin wird nur mit einem Mantel, dem Himation gezeigt, der die Schultern und die rechte Brust unbedeckt lässt und die andere Brust gerade verhüllt. Durch die Standposition und den Verlauf des dünnen Mantels wird der restliche Körper besonders betont. Aufgrund stilistischer Vergleiche wurde die Statuette ins 1. Jahrhundert v. Chr. datiert.